# Sollerön

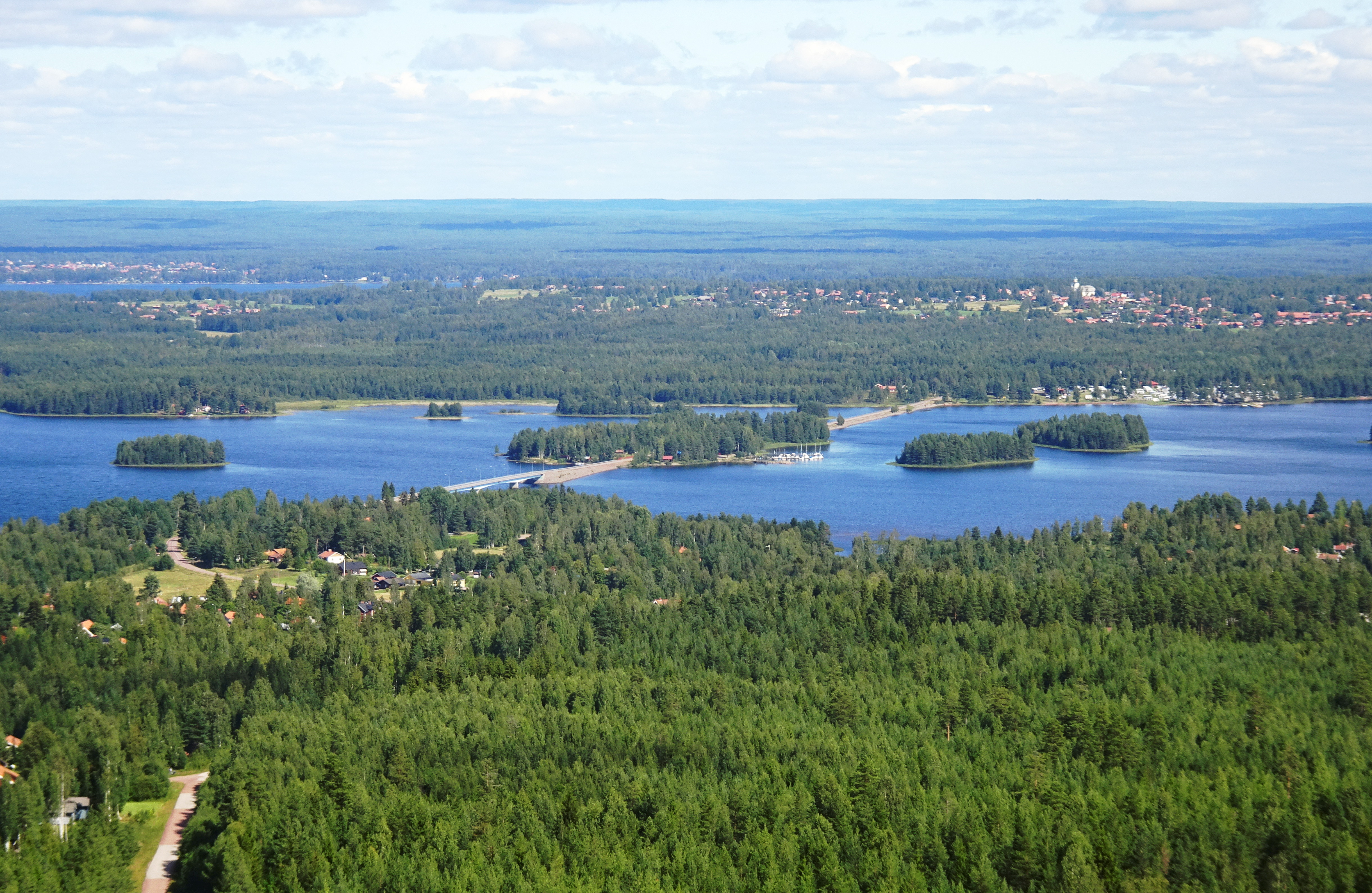
Sollerön sedd från Gesundaberget.

Sollerön (uttal [²sɔlːɛrˌøːn]; sollerömål Soldi, uttal [suːldɪ]) är den största ön i Siljan och den 50:e största ön i Sverige. Den är 7,7 km lång och 4 km bred, och dess area är 20,5 km². Den högsta punkten är 204 meter över havet, vilket är 43 meter över Siljans medelnivå.

## Beskrivning

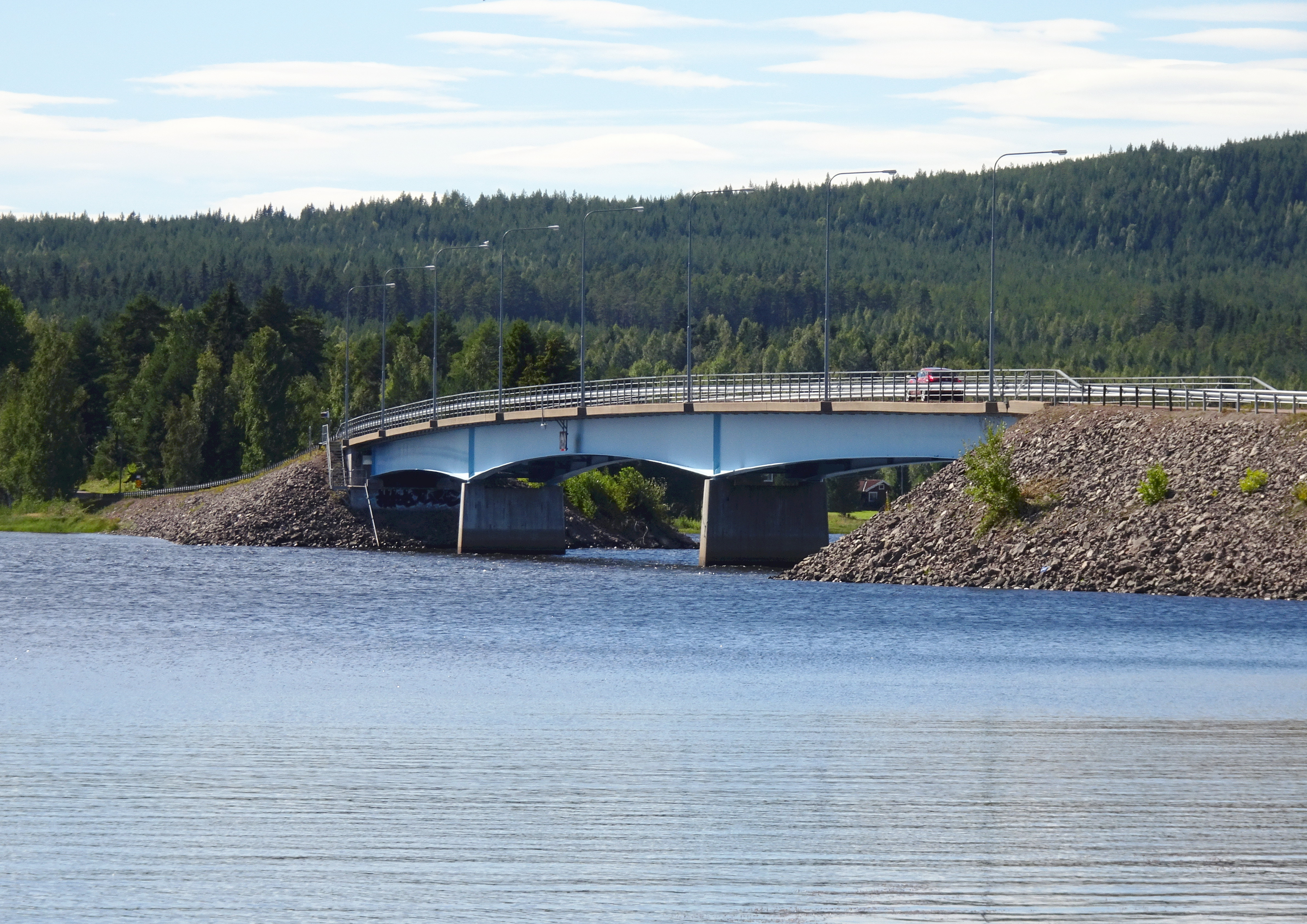
Bron mellan Lerön och fastlandet.

Sollerön utgör en del av Solleröns socken och ligger i Mora kommun. Sollerön har 1 215 invånare (år 2003). Ön är till stor del täckt av skog, men de centrala delarna är bebyggda eller uppodlade. Från väster nås ön via en bro och en vägbank som sträcker sig över den lilla Lerön. 
Den lokala dialekten, soldmål (sollerömål), skiljer sig en hel del från rikssvenskan. Sold, [suːld], är ett äldre namn på ön. Träskyltar med de dialektala namnen är uppsatta längs vägarna, parallellt med de officiella namnen.
Mitt på ön finns det före detta kommunhuset med bibliotek, skolan, kyrkan, livsmedelsbutik, gym, vävstuga och hållplats för busslinjen till Mora, samt en textilsamling där äldre delar av sollerödräkten förvaras och visas i utställningar.
På sydvästra delen av ön finns en golfbana, (Sollerö GK), campingplats med stugby, restaurang, båtuthyrning och en badstrand.
Båtbryggan på öns nordöstra del anlades vid mitten av 1800-talet. Den bestod av en pir med en vågbrytare på vänstra sidan. Längst ut fanns en träbrygga och ett godsmagasin. När båttrafiken tappade i betydelse förföll bryggan och magasinet, och de revs slutligen på 1960-talet och ersattes med en betongbrygga. På 1980-talet revs vågbrytaren och en småbåtshamn byggdes. Den nya bryggan förföll i sin tur, revs och ersattes med en träbrygga med ett hus år 1998. Detta hus liknar det gamla magasinet, men är helt öppet inuti och försett med fönster. Under sommaren trafikeras bryggan av ångfartyget S/S Engelbrekt, och ibland används bryggan som dansbana.

## Byar
På Sollerön finns följande byar:

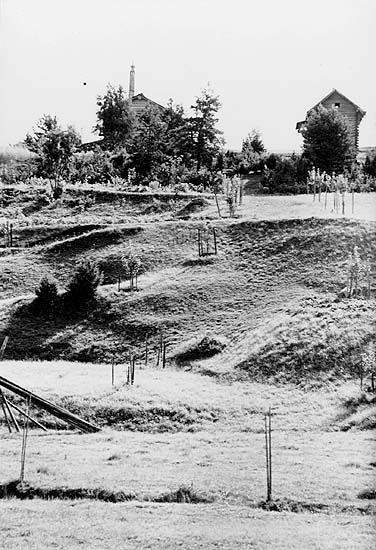
Karl Lärkas stuga på Klickbåck, Sollerön.

- Häradsarvet är Solleröns centralbygd med kyrka, post och affärer. Inom byn är en stor del av den gamla bymiljön bevarad.
- Bengtsarvet består av löst sammanhängande gårdsklungor på en svagt sluttande åsrygg. De flesta byggnaderna är rödfärgade. Mangårdsbyggnaderna är i flera fall ombyggda under senare tid.
- Utanmyra ligger väster om Bengtsarvet och består av en stor byggnadsklase samt flera mindre gårdar. Flera av gårdarna är kringbyggda.
- Rothagen är en långsträckt by väster om kyrkan. Byn är gammal, men har på senare tid fått ett tillskott av villabebyggelse.
- Gruddbo är en relativt stor klungby som ligger söder om kyrkan. Bebyggelsen ligger i en västsluttning. Gårdarna är till största del kringbyggda och ligger i klungor vid bygatorna. I vissa delar ligger uthusen tätt intill gaturummet och bildar trånga gaturum.
- Rullbodarna ligger söder om Gruddbo och är en liten klungby med gårdar grupperade längs byvägen. På flera ställen ligger uthusen tätt intill vägen. De flesta gårdar är kringbyggda eller har vinkelställda längor. Mangårdsbyggnaderna är till större delen ombyggda under senare tid.
- Kulåra ligger på den sydvästra delen av Sollerön och är en klungby som har direktkontakt med Siljan. Byn är liten och tät och gårdarna är grupperade kring vägskäl. Kringbyggda gårdar är vanligt. Mangårdsbyggnaderna har i flera fall blivit mer eller mindre ombyggda under senare tid.
- Bodarna är den sydligaste byn på ön och ligger öster om Kulåra. Byn är en liten radby med byggnaderna grupperade utmed vägen. Bodarna var tidigare fäbodar. Byn ligger i ett öppet odlingslandskap med odlade tegar och stora betesmarker.
- Bråmåbo är den östligaste av Solleröns byar. Byn består av en liten bebyggelsegrupp. I den norra delen av byn ligger uthusen tätt mot gatan och i den södra delen har nyare villabebyggelse tillkommit. Runt bebyggelsen finns stora öppna åkrar och ängsmarker. I byn finns även en badplats, Bäckstabadet, som byn ansvarar för.

## Naturområden
På Solleröns norra del finns Sollerö Hembygdsgård, Lärkastugan samt natursevärdheterna Agnmyren och Klikten. Klikten ligger i anslutning till bydelen Bengtsarvet och är beläget till stor del utmed en skogbeklädd sluttning.

## Symbolen Soldtacka
Soldtacka är en symbol för Sollerön (Sold är sollerömål för Sollerön) i form av en tacka i trä målad med blomsterdekor. Den togs fram av Lars Håll och Bertil Berglind 1952.